# BMW 109-718
Il BMW 109-718 era un motore a razzo ausiliario a propellente liquido costruito dall'azienda tedesca BMW alla fine della seconda guerra mondiale. Era stato ideato per fornire una spinta aggiuntiva temporanea al motore turbogetto BMW 003.

## Storia del progetto
In seguito all'entrata in produzione del motore BMW 003, si iniziò a lavorare su una soluzione che permettesse di ottenere robusti incrementi di spinta pur se limitati nel tempo. Sotto la guida di Hans Schneider fu progettato un motore supplementare a razzo a propellente liquido da montare sopra la parte posteriore del motore 003 installato sui Messerschmitt Me 262 C per fornire una spinta aggiuntiva per una durata massima di 3 minuti. Non era stato studiato come ausilio al decollo, ma solo per aumentare il rateo di salita o la quota di tangenza.
A causa dei bombardamenti e del rallentamento delle forniture alle fabbriche di Allach e Bruckmuhl (vicino a Monaco di Baviera), il motore 109-718 non andò oltre una prima limitata produzione di prototipi, in ritardo di un anno sulla tabella di marcia prevista. Fu effettuato un solo test in volo su un Me 262 C-2b che comunque confermò le specifiche del progetto. L'accensione del razzo alla quota di tangenza permessa dal motore turbogetto (9 km) consentiva di salire ancora con un rateo di 110 m/s (alla velocità di 800 km/h) fino alla quota di 14 km.

## Tecnica
Il motore BMW 109-718 utilizzava una combinazione ipergolica di due sostanze, ossidante e combustibile, rispettivamente chiamate SV-Stoff e R-Stoff. Lo SV-Stoff era il nome in codice che si riferiva ad un ossidante costituito al 97% da acido nitrico, anche noto come Salbei, mentre l'R-Stoff era il combustibile costituito da una miscela di cherosene ed un catalizzatore nota anche come Tonka. Era previsto un successivo impiego di un combustibile meno raffinato (il gasolio J2) che era anche quello standard per i motori turbogetto.

### Alimentazione
Erano immessi in camera di combustione con un rapporto di 4,2:1 grazie a due pompe centrifughe mosse da un albero collegato al motore principale. La potenza assorbita dalle pompe era di circa 150 hp ed assicuravano una portata di circa 7 kg/s. Delle valvole attuate idraulicamente sfruttando la pressione dell'impianto idraulico dell'aereo regolavano l'afflusso in camera di combustione del propellente che, essendo una miscela ipergolica, si incendiava spontaneamente. Il razzo poteva quindi essere acceso o spento secondo le necessità fino ad esaurimento del propellente.

### Versioni successive
Al momento della cattura delle fabbriche tedesche da parte degli Alleati era in fase di progettazione una versione migliorata da circa 19 kN di spinta. La BMW, se gli fosse stato permesso dall'RLM, avrebbe preferito utilizzare una combinazione di tre propellenti: il Salbei, il J2 ed un catalizzatore. Questo per consentire l'utilizzo del J2 non consumato dal razzo aumentando l'autonomia dell'aereo.

## Velivoli utilizzatori
Germania
- Messerschmitt Me 262 C-2b